# Top 20: Os Vídeos Mais Impactantes
Top 20: Os Vídeos Mais Impactantes é um novo programa no estilo contagem regressiva que exibe a cada episódio os 20 melhores momentos da vida real já registrados por uma câmera. De desastres de férias a até mesmo grandes fugas de motoristas terríveis, cada episódio conta com histórias cheias de ação e adrenalina para revelar o vídeo mais escandaloso de todos eles. Esta é uma série spin-off de Most Shocking , que começou a ser exibida em 04 de outubro de 2006.

## Episódios
| Temporada | Temporada | Episódios | Transmissão Original  | Transmissão Original   |
| Temporada | Temporada | Episódios | Início de Temporada   | Fim de Temporada       |
| --------- | --------- | --------- | --------------------- | ---------------------- |
|           | 1         | 14        | 3 de Outubro de 2009  | 30 de Janeiro de 2010  |
|           | 2         | 13        | 15 de Julho de 2010   | 7 de Outubro de 2010   |
|           | 3         | 13        | 21 de Outubro de 2010 | 31 de Março de 2011    |
|           | 4         | 13        | 7 de Abril de 2011    | 25 de Agosto de 2011   |
|           | 5         | 13        | 6 de Outubro de 2011  | 30 de Março de 2012    |
|           | Special   | 4         | 30 de Agosto de 2012  | 16 de Dezembro de 2012 |